# Mesorregiões e microrregiões do Brasil
As mesorregiões e microrregiões do Brasil constituíram a divisão geográfica regional do país vigente entre 1989 e 2017, segundo a composição elaborada pelo Instituto Brasileiro de Geografia e Estatística (IBGE). Foram substituídas, respectivamente, pelas regiões geográficas intermediárias e imediatas, com a revisão da divisão regional brasileira em 2017.

## Contexto
As mesorregiões eram uma regionalização em regiões que congregavam diversos municípios de uma área geográfica de um estado brasileiro com similaridades econômicas e sociais, dividindo-se posteriormente em microrregiões compostas de municípios limítrofes com organização espacial em comum e específica. Segundo o IBGE, para a formação das mesorregiões foram estabelecidos como critérios: as características sociais, a geografia e a articulação espacial. Já as microrregiões adotaram como quesitos a produção econômica e a articulação.
A divisão começou a ser elaborada em 1987, a fim de substituir a divisão regional em microrregiões e mesorregiões homogêneas, que foram criadas pelo IBGE em 1968 e 1976, respectivamente. A aprovação da nova configuração ocorreu durante um seminário em 22 de novembro de 1988, sendo instituída mediante a Resolução PR-51 de 31 de julho de 1989. A finalidade da composição era integrar a organização, o planejamento e a execução de funções públicas de interesse comum. Entretanto, raras eram as mesorregiões e microrregiões assim definidas. Consequentemente, os termos eram muito mais conhecidos em função de seu uso prático pelo próprio IBGE, que utilizava essa composição distribuída entre os estados para fins estatísticos e com base em similaridades econômicas e sociais.[carece de fontes?]

## Divisão
Havia um total de 558 microrregiões distribuídas em 137 mesorregiões, dividindo o território das unidades federativas brasileiras e agrupando os 5 570 municípios, à época em 2017. No federalismo brasileiro, o Distrito Federal não é composto por nenhum município, diferente dos estados, e as trinta e cinco regiões administrativas em que está dividido não têm correspondência com municípios.
| Municípios | Microrregiões  | Mesorregiões | Mesorregiões                       | Unidade da Federação | Macrorregião |
| ---------- | -------------- | ------------ | ---------------------------------- | -------------------- | ------------ |
| 0          | 1              | 1            | Distrito Federal                   | DF                   | Centro-Oeste |
| 246        | 18 (ver lista) | 5            | Norte de Goiás                     | GO                   | Centro-Oeste |
| 246        | 18 (ver lista) | 5            | Noroeste de Goiás                  | GO                   | Centro-Oeste |
| 246        | 18 (ver lista) | 5            | Leste de Goiás                     | GO                   | Centro-Oeste |
| 246        | 18 (ver lista) | 5            | Centro de Goiás                    | GO                   | Centro-Oeste |
| 246        | 18 (ver lista) | 5            | Sul Goiano                         | GO                   | Centro-Oeste |
| 79         | 11 (ver lista) | 4            | Centro-Norte de Mato Grosso do Sul | MS                   | Centro-Oeste |
| 79         | 11 (ver lista) | 4            | Leste de Mato Grosso do Sul        | MS                   | Centro-Oeste |
| 79         | 11 (ver lista) | 4            | Sudoeste de Mato Grosso do Sul     | MS                   | Centro-Oeste |
| 79         | 11 (ver lista) | 4            | Pantanais Sul-Mato-Grossenses      | MS                   | Centro-Oeste |
| 141        | 22 (ver lista) | 5            | Centro-Sul Mato-Grossense          | MT                   | Centro-Oeste |
| 141        | 22 (ver lista) | 5            | Nordeste Mato-Grossense            | MT                   | Centro-Oeste |
| 141        | 22 (ver lista) | 5            | Norte Mato-Grossense               | MT                   | Centro-Oeste |
| 141        | 22 (ver lista) | 5            | Sudeste Mato-Grossense             | MT                   | Centro-Oeste |
| 141        | 22 (ver lista) | 5            | Sudoeste Mato-Grossense            | MT                   | Centro-Oeste |
| 102        | 13 (ver lista) | 3            | Agreste Alagoano                   | AL                   | Nordeste     |
| 102        | 13 (ver lista) | 3            | Leste Alagoano                     | AL                   | Nordeste     |
| 102        | 13 (ver lista) | 3            | Sertão Alagoano                    | AL                   | Nordeste     |
| 417        | 32 (ver lista) | 7            | Extremo Oeste Baiano               | BA                   | Nordeste     |
| 417        | 32 (ver lista) | 7            | Vale São-Franciscano da Bahia      | BA                   | Nordeste     |
| 417        | 32 (ver lista) | 7            | Centro-Sul Baiano                  | BA                   | Nordeste     |
| 417        | 32 (ver lista) | 7            | Sul Baiano                         | BA                   | Nordeste     |
| 417        | 32 (ver lista) | 7            | Centro-Norte Baiano                | BA                   | Nordeste     |
| 417        | 32 (ver lista) | 7            | Nordeste Baiano                    | BA                   | Nordeste     |
| 417        | 32 (ver lista) | 7            | Metropolitana de Salvador          | BA                   | Nordeste     |
| 184        | 33 (ver lista) | 7            | Centro-Sul Cearense                | CE                   | Nordeste     |
| 184        | 33 (ver lista) | 7            | Jaguaribe                          | CE                   | Nordeste     |
| 184        | 33 (ver lista) | 7            | Metropolitana de Fortaleza         | CE                   | Nordeste     |
| 184        | 33 (ver lista) | 7            | Noroeste Cearense                  | CE                   | Nordeste     |
| 184        | 33 (ver lista) | 7            | Norte Cearense                     | CE                   | Nordeste     |
| 184        | 33 (ver lista) | 7            | Sertões Cearenses                  | CE                   | Nordeste     |
| 184        | 33 (ver lista) | 7            | Sul Cearense                       | CE                   | Nordeste     |
| 217        | 21 (ver lista) | 5            | Centro Maranhense                  | MA                   | Nordeste     |
| 217        | 21 (ver lista) | 5            | Leste Maranhense                   | MA                   | Nordeste     |
| 217        | 21 (ver lista) | 5            | Norte Maranhense                   | MA                   | Nordeste     |
| 217        | 21 (ver lista) | 5            | Oeste Maranhense                   | MA                   | Nordeste     |
| 217        | 21 (ver lista) | 5            | Sul Maranhense                     | MA                   | Nordeste     |
| 223        | 23 (ver lista) | 4            | Sertão Paraibano                   | PB                   | Nordeste     |
| 223        | 23 (ver lista) | 4            | Borborema                          | PB                   | Nordeste     |
| 223        | 23 (ver lista) | 4            | Agreste Paraibano                  | PB                   | Nordeste     |
| 223        | 23 (ver lista) | 4            | Mata Paraibana                     | PB                   | Nordeste     |
| 185        | 19 (ver lista) | 5            | São Francisco Pernambucano         | PE                   | Nordeste     |
| 185        | 19 (ver lista) | 5            | Sertão Pernambucano                | PE                   | Nordeste     |
| 185        | 19 (ver lista) | 5            | Agreste Pernambucano               | PE                   | Nordeste     |
| 185        | 19 (ver lista) | 5            | Mata Pernambucana                  | PE                   | Nordeste     |
| 185        | 19 (ver lista) | 5            | Metropolitana do Recife            | PE                   | Nordeste     |
| 224        | 15 (ver lista) | 4            | Centro-Norte Piauiense             | PI                   | Nordeste     |
| 224        | 15 (ver lista) | 4            | Norte Piauiense                    | PI                   | Nordeste     |
| 224        | 15 (ver lista) | 4            | Sudeste Piauiense                  | PI                   | Nordeste     |
| 224        | 15 (ver lista) | 4            | Sudoeste Piauiense                 | PI                   | Nordeste     |
| 167        | 19 (ver lista) | 4            | Oeste Potiguar                     | RN                   | Nordeste     |
| 167        | 19 (ver lista) | 4            | Central Potiguar                   | RN                   | Nordeste     |
| 167        | 19 (ver lista) | 4            | Agreste Potiguar                   | RN                   | Nordeste     |
| 167        | 19 (ver lista) | 4            | Leste Potiguar                     | RN                   | Nordeste     |
| 75         | 13 (ver lista) | 3            | Agreste Sergipano                  | SE                   | Nordeste     |
| 75         | 13 (ver lista) | 3            | Leste Sergipano                    | SE                   | Nordeste     |
| 75         | 13 (ver lista) | 3            | Sertão Sergipano                   | SE                   | Nordeste     |
| 22         | 5 (ver lista)  | 2            | Vale do Acre                       | AC                   | Norte        |
| 22         | 5 (ver lista)  | 2            | Vale do Juruá                      | AC                   | Norte        |
| 62         | 13 (ver lista) | 4            | Centro Amazonense                  | AM                   | Norte        |
| 62         | 13 (ver lista) | 4            | Norte Amazonense                   | AM                   | Norte        |
| 62         | 13 (ver lista) | 4            | Sudoeste Amazonense                | AM                   | Norte        |
| 62         | 13 (ver lista) | 4            | Sul Amazonense                     | AM                   | Norte        |
| 16         | 4 (ver lista)  | 2            | Norte do Amapá                     | AP                   | Norte        |
| 16         | 4 (ver lista)  | 2            | Sul do Amapá                       | AP                   | Norte        |
| 144        | 22 (ver lista) | 6            | Baixo Amazonas                     | PA                   | Norte        |
| 144        | 22 (ver lista) | 6            | Marajó                             | PA                   | Norte        |
| 144        | 22 (ver lista) | 6            | Metropolitana de Belém             | PA                   | Norte        |
| 144        | 22 (ver lista) | 6            | Nordeste Paraense                  | PA                   | Norte        |
| 144        | 22 (ver lista) | 6            | Sudeste Paraense                   | PA                   | Norte        |
| 144        | 22 (ver lista) | 6            | Sudoeste Paraense                  | PA                   | Norte        |
| 52         | 8 (ver lista)  | 2            | Leste Rondoniense                  | RO                   | Norte        |
| 52         | 8 (ver lista)  | 2            | Madeira-Guaporé                    | RO                   | Norte        |
| 15         | 4 (ver lista)  | 2            | Norte de Roraima                   | RR                   | Norte        |
| 15         | 4 (ver lista)  | 2            | Sul de Roraima                     | RR                   | Norte        |
| 139        | 8 (ver lista)  | 2            | Ocidental do Tocantins             | TO                   | Norte        |
| 139        | 8 (ver lista)  | 2            | Oriental do Tocantins              | TO                   | Norte        |
| 73         | 13 (ver lista) | 4            | Central Espírito-Santense          | ES                   | Sudeste      |
| 73         | 13 (ver lista) | 4            | Litoral Norte Espírito-Santense    | ES                   | Sudeste      |
| 73         | 13 (ver lista) | 4            | Noroeste Espírito-Santense         | ES                   | Sudeste      |
| 73         | 13 (ver lista) | 4            | Sul Espírito-Santense              | ES                   | Sudeste      |
| 853        | 66 (ver lista) | 12           | Campo das Vertentes                | MG                   | Sudeste      |
| 853        | 66 (ver lista) | 12           | Central Mineira                    | MG                   | Sudeste      |
| 853        | 66 (ver lista) | 12           | Jequitinhonha                      | MG                   | Sudeste      |
| 853        | 66 (ver lista) | 12           | Metropolitana de Belo Horizonte    | MG                   | Sudeste      |
| 853        | 66 (ver lista) | 12           | Noroeste de Minas                  | MG                   | Sudeste      |
| 853        | 66 (ver lista) | 12           | Norte de Minas                     | MG                   | Sudeste      |
| 853        | 66 (ver lista) | 12           | Oeste de Minas                     | MG                   | Sudeste      |
| 853        | 66 (ver lista) | 12           | Sul e Sudoeste de Minas            | MG                   | Sudeste      |
| 853        | 66 (ver lista) | 12           | Triângulo Mineiro e Alto Paranaíba | MG                   | Sudeste      |
| 853        | 66 (ver lista) | 12           | Vale do Mucuri                     | MG                   | Sudeste      |
| 853        | 66 (ver lista) | 12           | Vale do Rio Doce                   | MG                   | Sudeste      |
| 853        | 66 (ver lista) | 12           | Zona da Mata                       | MG                   | Sudeste      |
| 92         | 18 (ver lista) | 6            | Baixadas Litorâneas                | RJ                   | Sudeste      |
| 92         | 18 (ver lista) | 6            | Centro Fluminense                  | RJ                   | Sudeste      |
| 92         | 18 (ver lista) | 6            | Metropolitana do Rio de Janeiro    | RJ                   | Sudeste      |
| 92         | 18 (ver lista) | 6            | Noroeste Fluminense                | RJ                   | Sudeste      |
| 92         | 18 (ver lista) | 6            | Norte Fluminense                   | RJ                   | Sudeste      |
| 92         | 18 (ver lista) | 6            | Sul Fluminense                     | RJ                   | Sudeste      |
| 645        | 63 (ver lista) | 15           | São José do Rio Preto              | SP                   | Sudeste      |
| 645        | 63 (ver lista) | 15           | Ribeirão Preto                     | SP                   | Sudeste      |
| 645        | 63 (ver lista) | 15           | Araçatuba                          | SP                   | Sudeste      |
| 645        | 63 (ver lista) | 15           | Bauru                              | SP                   | Sudeste      |
| 645        | 63 (ver lista) | 15           | Araraquara                         | SP                   | Sudeste      |
| 645        | 63 (ver lista) | 15           | Piracicaba                         | SP                   | Sudeste      |
| 645        | 63 (ver lista) | 15           | Campinas                           | SP                   | Sudeste      |
| 645        | 63 (ver lista) | 15           | Presidente Prudente                | SP                   | Sudeste      |
| 645        | 63 (ver lista) | 15           | Marília                            | SP                   | Sudeste      |
| 645        | 63 (ver lista) | 15           | Assis                              | SP                   | Sudeste      |
| 645        | 63 (ver lista) | 15           | Itapetininga                       | SP                   | Sudeste      |
| 645        | 63 (ver lista) | 15           | Macro Metropolitana Paulista       | SP                   | Sudeste      |
| 645        | 63 (ver lista) | 15           | Vale do Paraíba Paulista           | SP                   | Sudeste      |
| 645        | 63 (ver lista) | 15           | Litoral Sul Paulista               | SP                   | Sudeste      |
| 645        | 63 (ver lista) | 15           | Metropolitana de São Paulo         | SP                   | Sudeste      |
| 399        | 39 (ver lista) | 10           | Centro Ocidental Paranaense        | PR                   | Sul          |
| 399        | 39 (ver lista) | 10           | Centro Oriental Paranaense         | PR                   | Sul          |
| 399        | 39 (ver lista) | 10           | Centro-Sul Paranaense              | PR                   | Sul          |
| 399        | 39 (ver lista) | 10           | Metropolitana de Curitiba          | PR                   | Sul          |
| 399        | 39 (ver lista) | 10           | Noroeste Paranaense                | PR                   | Sul          |
| 399        | 39 (ver lista) | 10           | Norte Central Paranaense           | PR                   | Sul          |
| 399        | 39 (ver lista) | 10           | Norte Pioneiro Paranaense          | PR                   | Sul          |
| 399        | 39 (ver lista) | 10           | Oeste Paranaense                   | PR                   | Sul          |
| 399        | 39 (ver lista) | 10           | Sudeste Paranaense                 | PR                   | Sul          |
| 399        | 39 (ver lista) | 10           | Sudoeste Paranaense                | PR                   | Sul          |
| 497        | 35 (ver lista) | 7            | Centro Ocidental Rio-Grandense     | RS                   | Sul          |
| 497        | 35 (ver lista) | 7            | Centro Oriental Rio-Grandense      | RS                   | Sul          |
| 497        | 35 (ver lista) | 7            | Metropolitana de Porto Alegre      | RS                   | Sul          |
| 497        | 35 (ver lista) | 7            | Nordeste Rio-Grandense             | RS                   | Sul          |
| 497        | 35 (ver lista) | 7            | Noroeste Rio-Grandense             | RS                   | Sul          |
| 497        | 35 (ver lista) | 7            | Sudeste Rio-Grandense              | RS                   | Sul          |
| 497        | 35 (ver lista) | 7            | Sudoeste Rio-Grandense             | RS                   | Sul          |
| 295        | 20 (ver lista) | 6            | Grande Florianópolis               | SC                   | Sul          |
| 295        | 20 (ver lista) | 6            | Norte Catarinense                  | SC                   | Sul          |
| 295        | 20 (ver lista) | 6            | Oeste Catarinense                  | SC                   | Sul          |
| 295        | 20 (ver lista) | 6            | Serrana                            | SC                   | Sul          |
| 295        | 20 (ver lista) | 6            | Sul Catarinense                    | SC                   | Sul          |
| 295        | 20 (ver lista) | 6            | Vale do Itajaí                     | SC                   | Sul          |